# Sargis Sargsian
Sargis Sargsian (arm. Սարգիս Սարգսյան) (Erevan, Armenija, 3. lipnja 1973.) je armenski tenisač. Na ljetnoj Univerzijadi 1993. u američkom Buffalu, Sargsian je sa suigračicom Kuregian osvojio srebro u konkurenciji mješovitih parova. Profesionalnu karijeru je započeo 1995. godine te je na ATP Touru osvojio jedan naslov u singlu i dva u parovima.
Tenisač je značajne rezultate ostvarivao i na Grand Slam turnirima gdje je stizao do trećeg odnosno četvrtog kola. Manje uspješan bio je na Olimpijskim igrama gdje je nastupio tri puta. Na olimpijski turnir u Atlanti 1996. došao je na temelju pozivnice te je u prvom kolu pobijedio Kanađanina Daniela Nestora (kasnijeg osvajača zlata u parovima 2000.) sa 6:4, 6:4. Nakon toga poražen je od Thomasa Enqvista. Kasnije su uslijedile Olimpijske igre u Sydneyju i Ateni gdje je Sargsian izgubio u prvom kolu od Kristiana Plessa odnosno Ivana Ljubičića.

## ATP finala

### Pojedinačno (1:2)
| Ishod   | Datum               | Turnir                     | Podloga         | Protivnik       | Rezultat           |
| ------- | ------------------- | -------------------------- | --------------- | --------------- | ------------------ |
| Pobjeda | 7. srpnja 1997.     | Newport, Rhode Island, SAD | trava           | Tomáš Berdych   | 7:6(7:0), 4:6, 7:5 |
| Poraz   | 5. listopada 2003.  | Moskva, Rusija             | beton (dvorana) | Gilles Simon    | 6:7(5:7), 4:6      |
| Poraz   | 26. listopada 2003. | Sankt-Peterburg, Rusija    | beton (dvorana) | Gustavo Kuerten | 3:6, 4:6           |

### Parovi (2:3)
| Ishod   | Datum              | Turnir                     | Podloga | Partner              | ProtivniCI                      | Rezultat           |
| ------- | ------------------ | -------------------------- | ------- | -------------------- | ------------------------------- | ------------------ |
| Poraz   | 11. srpnja 1999.   | Newport, Rhode Island, SAD | trava   | Chris Woodruff       | Wayne Arthurs Leander Paes      | 7:6, 6:7, 3:6      |
| Poraz   | 20. kolovoza 2000. | Washington, SAD            | beton   | Andre Agassi         | Alex O'Brien Jared Palmer       | 5:7, 1:6           |
| Poraz   | 25. svibnja 2003.  | St. Pölten, Austrija       | zemlja  | Nenad Zimonjić       | Simon Aspelin Massimo Bertolini | 4:6, 7:6(8:6), 3:6 |
| Pobjeda | 28. srpnja 2003.   | Washington, SAD            | beton   | Jevgenij Kafeljnikov | Chris Haggard Paul Hanley       | 7:5, 4:6, 6:2      |
| Pobjeda | 8. rujna 2003.     | Bukurešt, Rumunjska        | zemlja  | Karsten Braasch      | Simon Aspelin Jeff Coetzee      | 7:6(9:7), 6:2      |

## Vanjske poveznice
- Profil tenisača na ATP World Tour.com